# آنیل آیدین
آنیل آیدین (انگلیسی: Anıl Aydın؛ زادهٔ ۱۰ ژانویهٔ ۲۰۰۰) بازیکن فوتبال اهل آلمان است.

## یادکرد ویکی‌پدیا
- مشارکت‌کنندگان ویکی‌پدیا. «Anıl Aydın». در دانشنامهٔ ویکی‌پدیای انگلیسی، بازبینی‌شده در ۲۸ مارس ۲۰۲۲.